# Boultham
Boultham är en stadsdel i Lincoln, i distriktet Lincoln, i grevskapet Lincolnshire, i England. Ward hade 11 258 invånare år 2021. Boultham var en civil parish fram till 1920 när blev den en del av Lincoln. Civil parish hade 1 028 invånare år 1911. Byn nämndes i Domedagsboken (Domesday Book) år 1086, och kallades då Buletham.